# Borejci
Borejci (Hongaars: Borhida) is een plaats in Slovenië en maakt deel uit van de gemeente Tišina in de NUTS-3-regio Pomurska. De plaats telde 230 inwoners op 1 januari 2020.